# 91e escadre de bombardement
La 91e escadre de bombardement est une ancienne unité de bombardement de l'armée de l'air française dissoute le 1er août 1993.

## Historique

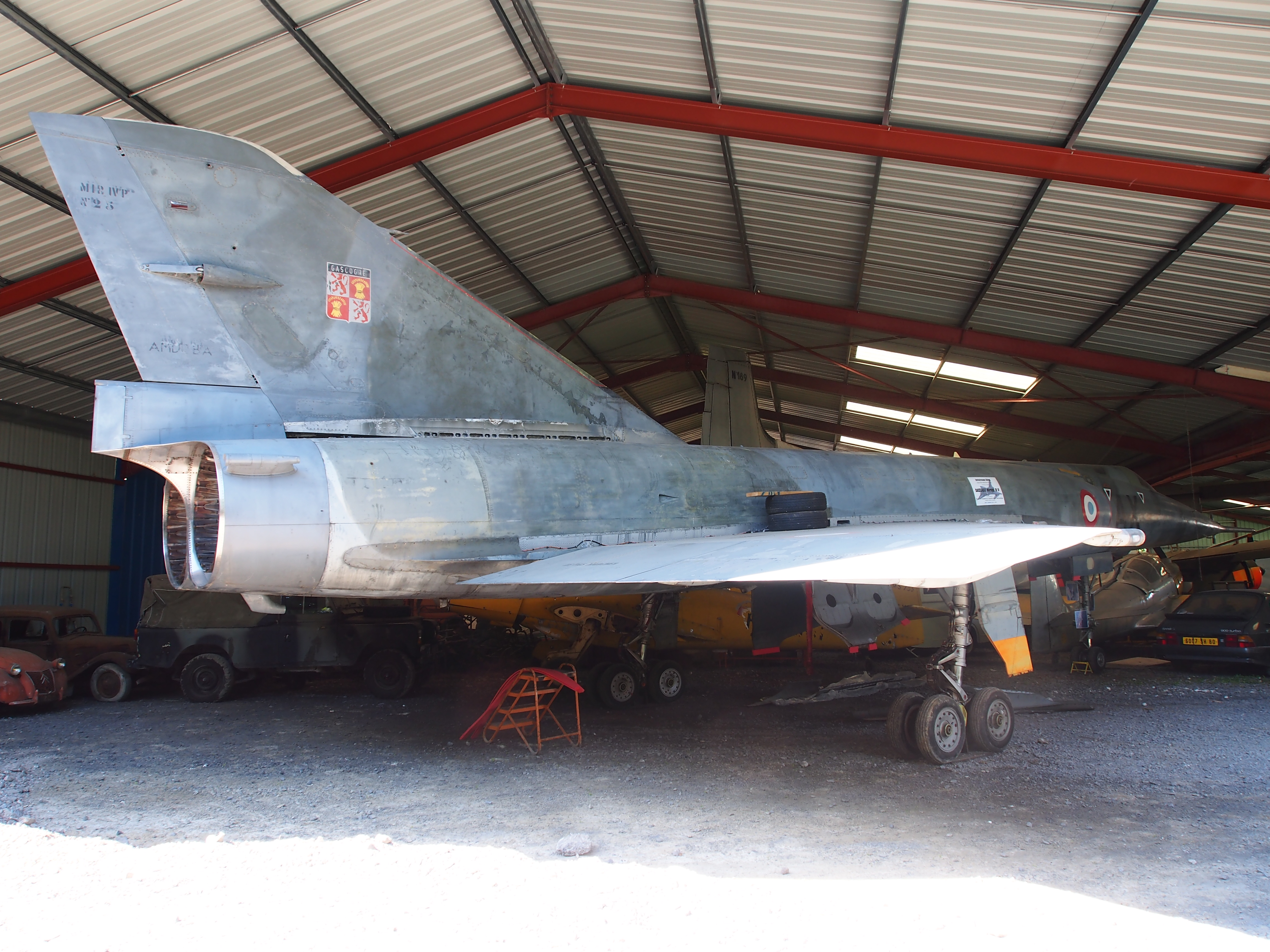
Mirage IVA aux couleurs du 1/91 Gascogne au Musée de l'Épopée de l'Industrie et de l'Aéronautique à Albert

### Opération Tamouré
Deux Mirage IV du 1er escadron sont détachés pour les essais nucléaires français au Centre d’Expérimentation du Pacifique en 1966 lors de l'opération Tamouré, le premier effectué depuis un avion. 
Le premier, le no 9, est convoyé depuis Saint-Nazaire jusqu’à Hao par le navire TCD Ouragan, le second, le no 36, effectuant à partir du 10 mai 1966 un vol transocéanique depuis Mont-de-Marsan ponctué par trois escales (Base aérienne Otis, Massachusetts ; base aérienne Mather, Californie ; base aérienne Hickam à Hawaï) et plusieurs ravitaillements en vol assurés par deux C-135F Stratotanker accompagnateurs. 
Ce bombardier sera légèrement accidenté le 10 juin par une sortie de piste sur le polygone de Mururoa et c'est son doublon, le Mirage IV no 9, arrivé en caisse par bateau qui fera le test.
Le 19 juillet 1966, le Mirage IV ayant comme équipage le commandant André Dubroca comme pilote et le capitaine Guy Gaubert pour navigateur large une bombe AN-11 libérant une énergie estimé de 50 à 80 kilotonnes est larguée depuis une altitude de 15 000 m à une vitesse supérieure à 2 000 km/h à 85 km à l’est de Moruroa. Elle explose à 5 h 5, heure locale, soit 16 h 5 heure française.
Le 25 juillet, le détachement des FAS en Polynésie décollait de Hao pour rentrer le 28 juillet à Mont-De-Marsan
,.

## Escadrons
- Escadron de bombardement 1/91 Gascogne : du 1er juin 1964 au 1er août 1993, actif depuis le 31 mars 2009 en tant qu'Escadron de chasse 1/91 Gascogne, rattaché à la 4e escadre de chasse de Saint-Dizier
- Escadron de bombardement 2/91 Bretagne : du 1er février 1965 au 1er août 1993
- Escadron de bombardement 3/91 Beauvaisis : du 1er juin 1964 au 1er juillet 1976
- Escadron de bombardement 3/91 Cévennes : du 1er juillet 1976 au 1er octobre 1983
- Escadron de ravitaillement en Vol 4/91 Landes : du 1er janvier 1964 au 1er juillet 1976

## Bases
- BA110 Creil : du 1er juin 1964 au 1er juillet 1976 (EB 3/91 Beauvaisis)
- BA120 Cazaux : du 1er décembre 1964 au 1er août 1993 (EB 2/91 Bretagne)
- BA115 Orange : du 1er décembre 1964 au 1er octobre 1983 (EB 3/91 Cévennes)
- BA118 Mont-de-Marsan : du 1er janvier 1964 au 1er août 1993 (ERV 4/91 Landes et EB 1/91 Gascogne)

## Appareils
- Dassault Mirage IVA
- Boeing C-135F

## Commandants
Liste des commandants de la 91e EB de sa création à sa dissolution
- 1964 : lieutenant-colonel Blanc
- 1965-1966 : commandant Humbert
- 1967-1968 : lieutenant-colonel Lurin
- 1969-1970 : lieutenant-colonel Iribarne
- 1971-1972 : lieutenant-colonel Guillou
- 1973-1975 : lieutenant-colonel Dumas
- 1976-1977 : lieutenant-colonel Pironneau
- 1978 : lieutenant-colonel Vzdoulski
- 1979-1980 : lieutenant-colonel Casabianca
- 1981 : lieutenant-colonel Gueniot
- 1982 : lieutenant-colonel Berisot
- 1983 : lieutenant-colonel Razaire
- 1984 : lieutenant-colonel de Bastier
- 1985 : lieutenant-colonel Dischamps
- 1986 : lieutenant-colonel Laine
- 1987-1988 : lieutenant-colonel Thouverez
- 1989 : lieutenant-colonel Jarry
- 1990 : lieutenant-colonel Leduc
- 1991 : lieutenant-colonel Parmentier
- 1992-1993 : lieutenant-colonel Chavardes